# Shiro Hashizume
Shiro Hashizume (n. 20 septembrie 1928, Wakayama, Japonia – d. 9 martie 2023, Ōta, Tōkyō, Japonia) a fost un înotător japonez, medaliat olimpic. A participat la o ediție a Jocurilor Olimpice (1952) în care a câștigat o medalie de argint.

## Participări
Lista de mai jos prezintă principalele competiții la care a participat Shiro Hashizume de-a lungul carierei.
- swimming at the 1952 Summer Olympics – men's 1500 metre freestyle[*]